# Silke-Beate Knoll
Silke-Beate Knoll (Rottweil, 21 februari 1967) is een atleet uit Duitsland.
Op de Olympische Zomerspelen in 1988 liep Knoll voor West-Duitsland op de 200 meter. Ze was ook onderdeel van het West-Duitse estafette-team voor de 4x100 meter estafette, maar liep uiteindelijk niet mee.
Knoll liep op de Olympische Zomerspelen van Barcelona in 1992 op de 200 meter en de 4x100 meter estafette. Het Duitse estafette-team werd vijfde in de finale.
Op de Olympische Zomerspelen van Atlanta in 1996 liep Knoll met Duitsland de 4x100 meter in het estafette-team. Duitsland kwam niet voorbij de kwalificatieronde, en Knoll startte uiteindelijk niet.
Op de Europese kampioenschappen atletiek in 1994 behaalde Knoll een gouden medaille op de 4x100 meter estafette.

## Persoonlijk record
| Onderdeel | Resultaat | Jaar |
| --------- | --------- | ---- |
| 100 meter | 11,17 s   | 1992 |
| 200 meter | 22,29 s   | 1992 |
| 400 meter | 50,85 s   | 1995 |

| Onderdeel | Resultaat | Jaar |
| --------- | --------- | ---- |
| 60 m      | 7,31      | 1988 |
| 200 m     | 22,91     | 1994 |

- World Athletics: 14278394